# 홍상어 (미사일)
홍상어는 대한민국 해군과 국방과학연구소가 개발한 대잠수함 미사일(ASROC)이다. 유도탄에 탑재되어 잠수함이 숨어있는 해상까지 날아간 후 입수 타격하는 방식으로 탄두는 청상어를 사용한다. 이런 경어뢰를 사용한 대잠 로켓체계는 일본의 07식 대잠로켓, 호주의 아이카라등 많다.

## 역사
2000년, 정부 주도로 장거리 대잠어뢰 사업 시작

2002년, 탐색 개발 완료

2009년 6월 22일, 홍상어 개발 완료

2012년 7월 25일, 홍상어 해군에 실전 배치

2012년 8월 23일, 1차 시험 발사 실패

2012년 10월 19일, 2차 시험 발사 성공

2013년 2월, 시험발사 실패, 전력화 차질 우려

2013년 8월, 최종 시험 발사 성공

2014년 5월 26일, 국산 대잠어뢰 '홍상어' 시험사격 3발 연속 명중

## 같이 보기
- 청상어 어뢰
- 백상어 어뢰
- 범상어 어뢰
- 07식 수직 발사 어뢰 투사 로켓
- RUM-139 VL-ASROC